# Copa Perú 2019
La Copa Perú 2019 fue la edición número 47 de la Copa Perú. El torneo empezó el 3 de febrero y finalizó en diciembre de 2019. La organización, control y desarrollo del torneo estuvo a cargo de la Comisión Nacional de Fútbol Aficionado del Perú (Conafa), bajo supervisión de la Federación Peruana de Fútbol (FPF).

## Sistema de competición
El torneo consta de cuatro fases: las etapas distrital, provincial, departamental y nacional.
El campeón de la Finalísima, y por lo tanto, del torneo, ascenderá a la Liga 1 2020, mientras que los que queden en segundo y tercer lugar de ésta, se enfrentarán con el segundo y tercer puesto de la ronda eliminatoria de la Segunda División de Perú 2019 en una liguilla, en donde los que queden en primer y segunda lugar de esta, también ascenderán a la Liga 1 2020 mientras los otros dos equipos jugarán la Liga 2 2020.
El creador de este formato es el chileno Leandro A. Shara

## Ascensos y descensos
| Pos. | Descendidos de Segunda División 2018 |
| ---- | ------------------------------------ |
| 14.° | Alfredo Salinas                      |
| 15.° | Serrato Pacasmayo                    |

| Pos.  | Ascendido de Copa Perú 2018 |
| ----- | --------------------------- |
| 1.°   | Pirata F. C.                |
| 2.°   | Alianza Universidad         |
| Prom. | Santos F. C.                |

## Etapas internas

### Etapa distrital
Los equipos integrantes de cada una de las Ligas Distritales jugaron sus respectivos campeonatos. Las ligas con 6 o más equipos tuvieron la posibilidad de enviar 2, o 3 equipos a la etapa provincial; mientras que las ligas con menos de 6 equipos solo pudieron enviar al campeón distrital. 

### Etapa provincial
Se jugó en el ámbito de cada Liga Provincial por todos los clasificados de la etapa anterior. Los ocho eliminados en los octavos de final de la Copa Perú 2018 entraron de manera automática en esta etapa como un representante más de su liga distrital. Entre paréntesis se muestra la liga provincial a la cual entraron. 
- Credicoop San Román (Liga Provincial de Fútbol de San Román, Puno)
- Sportivo Huracán (Liga Provincial de Fútbol de Arequipa, Arequipa)
- Defensor Laure Sur (Liga Provincial de Fútbol de Huaral, Lima)
- Deportivo Garcilaso (Liga Provincial de Fútbol del Cusco, Cusco)
- Sport Marino (Liga Provincial de Fútbol de Ica, Ica)
- Alfonso Ugarte (Liga Provincial de Fútbol de Puno, Puno)
- Unión Alfonso Ugarte (Liga Provincial de Fútbol de Tacna, Tacna)
- F. C. Retamoso (Liga Provincial de Fútbol de Abancay, Apurímac)

Cada liga provincial pudo clasificar 2 equipos a la etapa regional, Aunque en la práctica algunas provincias solo enviaron un equipo y algunas hasta 3.

### Etapa departamental
Cada una de las 25 Ligas Departamentales organizó un campeonato con los clasificados de la ronda anterior. Cuatro equipos, eliminados en los cuartos de final, y el 4° de la final de la Copa Perú 2018 se clasificaron a esta ronda de manera automática: 
- UDA (4.° en la finalísima, Liga Departamental de Fútbol de Huancavelica)
- Las Palmas (Liga Departamental de Fútbol de Cajamarca)
- Credicoop San Cristóbal (Liga Departamental de Fútbol de Moquegua)
- Atlético Torino (Liga Departamental de Fútbol de Piura)
- Social Venus (Liga de Departamental de Fútbol de Lima)

El campeón y subcampeón de esta etapa se clasificaron a la Etapa Nacional.
En la siguiente lista se muestra a los equipos clasificados de cada departamento. Se lista en primer lugar al campeón departamental. 
| Departamento  | Club                          | Distrito                    | Entrenador            | Estadio                      |
| ------------- | ----------------------------- | --------------------------- | --------------------- | ---------------------------- |
| Amazonas      | Dep. Municipal de Jazán       | Jazán                       | Lino Sánchez          | Sarita López de Alvarado     |
| Amazonas      | Sporting Victoria             | Bagua Grande                | Teófilo López         | San Luis                     |
| Áncash        | José Gálvez                   | Chimbote                    | Favio Campana         | Manuel Rivera Sánchez        |
| Áncash        | Sport Áncash                  | Huaraz                      | Junior Fernández      | Rosas Pampa                  |
| Apurímac      | Miguel Grau                   | Abancay                     | Paolo Maldonado       | Monumental de Condebamba     |
| Apurímac      | Andahuaylas F. C.             | Talavera de la Reyna        | Martín Gonzáles       | Los Chankas                  |
| Arequipa      | Nacional F. B. C.             | Mollendo                    | Nikol Prado           | Municipal de Mollendo        |
| Arequipa      | Futuro Majes                  | Majes                       | Walter Zeballos       | Almirante Miguel Grau        |
| Ayacucho      | Sport Huanta                  | Huanta                      | Juan Carlos Vargas    | Manuel Eloy Molina Robles    |
| Ayacucho      | Deportivo UNSCH               | Ayacucho                    | Juan Pariona          | Ciudad de Cumaná             |
| Cajamarca     | Las Palmas                    | Chota                       | Raymundo Paz          | Ramón Castilla               |
| Cajamarca     | Deportivo Volante             | Bambamarca                  | Jimmy Zamudio         | El Frutillo                  |
| Callao        | Estrella Azul                 | Ventanilla                  | Edwin Timaná          | Facundo Ramírez Aguilar      |
| Callao        | Juventud Palmeiras            | Mi Perú                     | Junior Talledo        | Municipal de Mi Perú         |
| Cusco         | Deportivo Garcilaso           | Cusco                       | Mario Flores          | Inca Garcilaso de la Vega    |
| Cusco         | Deportivo Yawar's             | Ollantaytambo               | Pablo Morales         | Hortencia Lorena             |
| Huancavelica  | UDA de Huancavelica           | Ascensión                   | Luis Morán            | Monumental de Ascensión      |
| Huancavelica  | Deportivo Atlas               | Lircay                      | Víctor Menéndez       | Alberto Vargas               |
| Huánuco       | Racing Club de Ambo           | Ambo                        | José Humberto Pari    | Municipal de Ambo            |
| Huánuco       | Tambillo Grande               | Mariano Dámaso Beraún       | Franco Julián Gastelú | Municipal de Aucayacu        |
| Ica           | Deportivo Las Américas        | San Andrés                  | Enrique Noriega       | Municipal de San Clemente    |
| Ica           | Octavio Espinosa              | Ica                         | Pedro Miranda         | José Picasso Peratta         |
| Junín         | ADT de Tarma                  | Tarma                       | Pedro Uribe           | Unión Tarma                  |
| Junín         | Escuela de Fútbol JTR         | El Tambo                    | Manolo Tembladera     | Huancayo                     |
| La Libertad   | Chavelines Juniors            | Pacasmayo                   | Carlos Galván         | Municipal de Pacasmayo       |
| La Libertad   | Deportivo Llacuabamba         | Parcoy                      | Roberto Tristán       | Comunal de Llacuabamba       |
| Lambayeque    | Carlos Stein                  | José Leonardo Ortiz         | Daniel Valderrama     | César Flores Marigorda       |
| Lambayeque    | JJ Arquitectura               | Íllimo                      | César Sánchez         | César Flores Marigorda       |
| Lima          | Maristas Huacho               | Huacho                      | Luis Brusnell         | Segundo Aranda Torres        |
| Lima          | Dep. Independiente Miraflores | Miraflores                  | Juan Durand           | Niño Héroe Manuel Bonilla    |
| Loreto        | A. D. Comerciantes            | Belén                       | Emilio Montani        | Max Augustín                 |
| Loreto        | Deportivo Manaos              | Requena                     | Marcial Salazar       | Max Augustín                 |
| Madre de Dios | Deportivo Maldonado           | Tambopata                   | Joel Vargas           | IPD de Puerto Maldonado      |
| Madre de Dios | Hospital Santa Rosa           | Tambopata                   | Jaime Estremadoyro    | IPD de Puerto Maldonado      |
| Moquegua      | Credicoop San Cristóbal       | Samegua                     | Erick Torres          | 25 de Noviembre              |
| Moquegua      | Juvenil Quele                 | Torata                      | Hélard Delgado        | 25 de Noviembre              |
| Pasco         | Municipal de Agomarca         | Auquimarca (intradistrital) | Elmer Castro          | Daniel Alcides Carrión       |
| Pasco         | San Juan de Yanacocha         | Yanacancha                  | Lizandro Barbarán     | Daniel Alcides Carrión       |
| Piura         | Sport Chorrillos              | Querecotillo                | Yimy Chuyes           | Dos de febrero               |
| Piura         | Sport Estrella                | Colán                       | Javier Atoche         | Revolución                   |
| Puno          | Credicoop San Román           | Juliaca                     | Matías Tatángelo      | Guillermo Briceño Rosamedina |
| Puno          | Alfonso Ugarte                | Puno                        | Jaime Carrión         | Enrique Torres Belón         |
| San Martín    | El Dorado F. C.               | San José de Sisa            | Max Rengifo           | Eladio Tapullima             |
| San Martín    | A. D. Tahuishco               | Moyobamba                   | Renato García         | IPD de Moyobamba             |
| Tacna         | Coronel Bolognesi             | Tacna                       | Marco Sánchez         | Jorge Basadre                |
| Tacna         | Juventud Alba Roja            | Cairani                     | Juan Aleluya          | Jorge Basadre                |
| Tumbes        | Alianza Zorritos              | Zorritos                    | Yul Montoya           | IPD de Zorritos              |
| Tumbes        | Deportivo UNT                 | Tumbes                      | Rolando Masías        | Mariscal Cáceres             |
| Ucayali       | Municipal de Aguaytía         | Padre Abad                  | Crower Urrelo         | Municipal de Aguaytía        |
| Ucayali       | Colegio Comercio N° 64        | Callería                    | Luis Enrique Ruiz     | Aliardo Soria Pérez          |

## Etapa Nacional
En esta fase los 50 equipos clasificados juegan seis partidos contra tres rivales (ida y vuelta) que tengan cercanía geográfica. Al final de las 6 fechas los 32 mejor ubicados en la Tabla general de posiciones clasificarán a los Dieciseisavos de final de las rondas eliminatorias. La Fase Nacional, desde el año 2015, se juega con el formato creado por Leandro Shara, protegido bajo Propiedad Intelectual, y entregado para su uso por la empresa MatchVision. 
- Criterios de clasificación:

1. Mayor cantidad de puntos.
2. Operación matemática que aplica la FPF.
3. Mejor diferencia de goles.
4. Mayor cantidad de goles a favor.
5. Mejor campaña de visita utilizando los mismos criterios solo para los partidos en esa condición:
  1. Mayor cantidad de puntos logrados de visita.
  2. Mejor diferencia de goles logrados de visita.
  3. Mayor cantidad de goles a favor en sus partidos de visita.
6. Puntos logrados en el primer tiempo: Considerando como resultado final solo el resultado de los primeros tiempos.
7. Sorteo

### Tabla general
- Actualizado el 6 de octubre de 2019. Jugados todos los partidos.

| Pos. | Equipo                       | PJ | PG | PE | PP | GF | GC | DG  | Pts. | Clasificado a          |
| ---- | ---------------------------- | -- | -- | -- | -- | -- | -- | --- | ---- | ---------------------- |
| 1    | Credicoop San Román          | 6  | 5  | 1  | 0  | 24 | 2  | +22 | 16   | Dieciseisavos de final |
| 2    | Credicoop San Cristóbal      | 6  | 5  | 0  | 1  | 18 | 4  | +15 | 15   | Dieciseisavos de final |
| 3    | Deportivo Garcilaso          | 6  | 5  | 0  | 1  | 17 | 4  | +13 | 15   | Dieciseisavos de final |
| 4    | Chavelines Juniors           | 6  | 4  | 1  | 1  | 11 | 4  | +7  | 13   | Dieciseisavos de final |
| 5    | Municipal de Agomarca        | 6  | 4  | 1  | 1  | 9  | 3  | +6  | 13   | Dieciseisavos de final |
| 6    | Deportivo Llacuabamba        | 6  | 4  | 1  | 1  | 14 | 8  | +6  | 13   | Dieciseisavos de final |
| 7    | Carlos Stein                 | 6  | 4  | 1  | 1  | 12 | 2  | +10 | 13   | Dieciseisavos de final |
| 8    | Alianza Zorritos             | 6  | 4  | 1  | 1  | 11 | 7  | +4  | 13   | Dieciseisavos de final |
| 9    | Sport Chorrillos             | 6  | 4  | 1  | 1  | 11 | 5  | +6  | 13   | Dieciseisavos de final |
| 10   | Miguel Grau                  | 6  | 4  | 1  | 1  | 10 | 5  | +5  | 13   | Dieciseisavos de final |
| 11   | Colegio Comercio N° 64       | 6  | 3  | 3  | 0  | 12 | 6  | +9  | 12   | Dieciseisavos de final |
| 12   | ADT de Tarma                 | 6  | 4  | 0  | 2  | 7  | 3  | +4  | 12   | Dieciseisavos de final |
| 13   | Sport Huanta                 | 6  | 4  | 0  | 2  | 14 | 10 | +4  | 12   | Dieciseisavos de final |
| 14   | Maristas Huacho              | 6  | 3  | 2  | 1  | 11 | 5  | +6  | 11   | Dieciseisavos de final |
| 15   | Octavio Espinosa             | 6  | 3  | 2  | 1  | 13 | 7  | +6  | 11   | Dieciseisavos de final |
| 16   | Alfonso Ugarte               | 6  | 3  | 1  | 2  | 8  | 7  | +1  | 10   | Dieciseisavos de final |
| 17   | A. D. Comerciantes           | 6  | 3  | 1  | 2  | 9  | 5  | +4  | 10   | Dieciseisavos de final |
| 18   | Deportivo Las Américas       | 6  | 3  | 1  | 2  | 11 | 7  | +4  | 10   | Dieciseisavos de final |
| 19   | Sport Áncash                 | 6  | 3  | 1  | 2  | 7  | 5  | +2  | 10   | Dieciseisavos de final |
| 20   | Deportivo Municipal de Jazán | 6  | 3  | 1  | 2  | 10 | 13 | –3  | 10   | Dieciseisavos de final |
| 21   | Coronel Bolognesi            | 6  | 3  | 1  | 2  | 12 | 9  | +3  | 10   | Dieciseisavos de final |
| 22   | Las Palmas                   | 6  | 3  | 1  | 2  | 14 | 8  | +6  | 10   | Dieciseisavos de final |
| 23   | Andahuaylas F. C.            | 6  | 3  | 0  | 3  | 11 | 13 | –2  | 9    | Dieciseisavos de final |
| 24   | Sport Estrella               | 6  | 3  | 0  | 3  | 8  | 6  | +2  | 9    | Dieciseisavos de final |
| 25   | Escuela de Fútbol JTR        | 6  | 3  | 0  | 3  | 5  | 5  | 0   | 9    | Dieciseisavos de final |
| 26   | Deportivo Manaos             | 6  | 3  | 0  | 3  | 8  | 6  | +2  | 9    | Dieciseisavos de final |
| 27   | Independiente Miraflores     | 6  | 2  | 3  | 1  | 14 | 7  | +7  | 9    | Dieciseisavos de final |
| 28   | Deportivo Volante            | 6  | 2  | 2  | 2  | 7  | 10 | –3  | 8    | Dieciseisavos de final |
| 29   | Futuro Majes                 | 6  | 2  | 2  | 2  | 8  | 8  | 0   | 8    | Dieciseisavos de final |
| 30   | Racing Club de Ambo          | 6  | 2  | 2  | 2  | 8  | 11 | –3  | 8    | Dieciseisavos de final |
| 31   | UDA de Huancavelica          | 6  | 2  | 2  | 2  | 3  | 3  | 0   | 8    | Dieciseisavos de final |
| 32   | Nacional F. B. C.            | 6  | 2  | 2  | 2  | 9  | 5  | +4  | 8    | Dieciseisavos de final |
| 33   | Deportivo Maldonado          | 6  | 2  | 2  | 2  | 7  | 8  | –1  | 8    |                        |
| 34   | San Juan de Yanacocha        | 6  | 2  | 1  | 3  | 4  | 8  | –4  | 7    |                        |
| 35   | Deportivo Atlas              | 6  | 2  | 1  | 3  | 4  | 7  | –3  | 7    |                        |
| 36   | Juvenil Quele                | 6  | 2  | 1  | 3  | 6  | 11 | –5  | 7    |                        |
| 37   | El Dorado F. C.              | 6  | 2  | 1  | 3  | 8  | 8  | 0   | 7    |                        |
| 38   | Juventud Palmeiras           | 6  | 2  | 1  | 3  | 4  | 10 | –6  | 7    |                        |
| 39   | A. D. Tahuishco              | 6  | 2  | 0  | 4  | 8  | 9  | –1  | 6    |                        |
| 40   | Tambillo Grande              | 6  | 1  | 2  | 3  | 6  | 12 | –6  | 5    |                        |
| 41   | JJ Arquitectura              | 6  | 1  | 0  | 5  | 7  | 16 | –9  | 3    |                        |
| 42   | Municipal de Aguaytía        | 6  | 1  | 2  | 3  | 6  | 12 | –6  | 2    |                        |
| 43   | Deportivo UNT                | 6  | 0  | 2  | 4  | 4  | 13 | –9  | 2    |                        |
| 44   | Deportivo Yawar's            | 6  | 0  | 2  | 4  | 2  | 10 | –8  | 2    |                        |
| 45   | José Gálvez                  | 6  | 0  | 2  | 4  | 6  | 12 | –6  | 2    |                        |
| 46   | Sporting Victoria            | 6  | 0  | 1  | 5  | 3  | 17 | –14 | 1    |                        |
| 47   | Estrella Azul                | 6  | 0  | 1  | 5  | 4  | 16 | –12 | 1    |                        |
| 48   | Deportivo UNSCH              | 6  | 0  | 1  | 5  | 3  | 11 | –8  | 1    |                        |
| 49   | Hospital Santa Rosa          | 6  | 0  | 1  | 5  | 2  | 29 | –27 | 1    |                        |
| 50   | Juventud Alba Roja           | 6  | 0  | 0  | 6  | 3  | 22 | –19 | 0    |                        |

#### Partidos
Para un mejor detalle véase: Primera fase.
| Fecha 1                  | Fecha 1   | Fecha 1                  | Fecha 1                | Fecha 1         | Fecha 1 |
| Local                    | Resultado | Visitante                | Estadio                | Fecha           | Hora    |
| ------------------------ | --------- | ------------------------ | ---------------------- | --------------- | ------- |
| Comerciantes FC          | 2 – 0     | AD Tahuisco              | Max Augustín           | 7 de septiembre | 20:00   |
| Credicoop San Cristóbal  | 3 – 1     | Alfonso Ugarte           | 25 de Noviembre        | 8 de septiembre | 13:00   |
| Deportivo Garcilaso      | 4 – 0     | Hospital Santa Rosa      | Municipal de Urcos     | 8 de septiembre | 13:00   |
| Miguel Grau              | 3 – 0     | Deportivo UNSCH          | Mon. de Condebamba     | 8 de septiembre | 15:00   |
| Sport Chorrillos         | 3 – 2     | Univ. Nacional de Tumbes | Dos de febrero         | 8 de septiembre | 15:00   |
| Racing Club de Ambo      | 1 – 1     | Colegio Comercio         | Municipal de Ambo      | 8 de septiembre | 15:00   |
| Credicoop San Román      | 2 – 0     | Futuro Majes             | Guillermo Briceño R.   | 8 de septiembre | 15:00   |
| Coronel Bolognesi        | 4 – 1     | Juvenil Quele            | Jorge Basadre          | 8 de septiembre | 15:00   |
| Municipal de Aguaytía    | 1 – 0     | Deportivo Manaos         | Municipal de Aguaytía  | 8 de septiembre | 15:00   |
| Nacional FBC             | 2 – 0     | Juventud Alba Roja       | Municipal de Mollendo  | 8 de septiembre | 15:15   |
| ADT                      | 1 – 0     | San Juan de Yanacocha    | Unión Tarma            | 8 de septiembre | 15:15   |
| Sport Huanta             | 6 – 0     | Andahuaylas FC           | Manuel Eloy Molina R.  | 8 de septiembre | 15:30   |
| Alianza Zorritos         | 1 – 0     | JJ Arquitectura          | IPD de Zorritos        | 8 de septiembre | 15:30   |
| Carlos Stein             | 1 – 0     | Sport Estrella           | César Flores Marigorda | 8 de septiembre | 15:30   |
| José Gálvez              | 1 – 1     | DIM                      | Manuel Rivera Sánchez  | 8 de septiembre | 15:30   |
| Municipal de Jazán       | 1 – 1     | Deportivo Volante        | San L. de Bagua Grande | 8 de septiembre | 15:30   |
| Las Palmas               | 2 – 0     | Sporting Victoria        | Ramón Castilla         | 8 de septiembre | 15:30   |
| El Dorado FC             | 1 – 1     | Deportivo Llacuabamba    | Eladio Tapullima       | 8 de septiembre | 15:30   |
| Municipal de Agomarca    | 4 – 0     | Tambillo Grande          | Daniel Alcides Carrión | 8 de septiembre | 15:30   |
| Maristas Huacho          | 3 – 0     | Juventud Palmeiras       | Segundo Aranda Torres  | 8 de septiembre | 15:30   |
| Deportivo Maldonado      | 1 – 1     | Deportivo Yawar's        | IPD Puerto Maldonado   | 8 de septiembre | 15:30   |
| Sport Chavelines Juniors | 3 – 0     | Sport Áncash FC          | Municipal Pacasmayo    | 8 de septiembre | 15:30   |
| Estrella Azul            | 1 – 1     | Octavio Espinosa         | Fancundo Ramírez       | 8 de septiembre | 15:30   |
| UDA de Huancavelica      | 1 – 0     | Escuela de Fútbol JTR    | Municipal de Ascensión | 8 de septiembre | 15:30   |
| Las Américas             | 2 – 0     | Deportivo Atlas          | San Clemente de Pisco  | 8 de septiembre | 15:30   |

| Fecha 2                  | Fecha 2   | Fecha 2                 | Fecha 2                | Fecha 2          | Fecha 2 |
| Local                    | Resultado | Visitante               | Estadio                | Fecha            | Hora    |
| ------------------------ | --------- | ----------------------- | ---------------------- | ---------------- | ------- |
| DIM                      | 4 – 0     | Estrella Azul           | Niño Héroe Manuel B.   | 14 de septiembre | 15:30   |
| Deportivo Manaos         | 3 – 0     | El Dorado FC            | Max Augustín           | 14 de septiembre | 20:00   |
| Andahuaylas FC           | 2 – 1     | Deportivo Garcilaso     | Los Chankas            | 15 de septiembre | 11:00   |
| JJ Arquitectura          | 4 – 2     | Las Palmas              | César Flores Marigorda | 15 de septiembre | 12:00   |
| Colegio Comercio         | 2 – 2     | Comerciantes FC         | Aliardo Soria Pérez    | 15 de septiembre | 15:00   |
| Tambillo Grande          | 2 – 0     | Municipal de Aguaytía   | Municipal de Aucayacu  | 15 de septiembre | 15:00   |
| San Juan de Yanacocha    | 2 – 0     | Maristas Huacho         | Daniel Alcides Carrión | 15 de septiembre | 15:00   |
| Juventud Palmeiras       | 0 – 2     | Las Américas            | Municipal de Mi Perú   | 15 de septiembre | 15:00   |
| Deportivo UNSCH          | 0 – 0     | UDA de Huancavelica     | Ciudad de Cumaná       | 15 de septiembre | 15:00   |
| Deportivo Yawar's        | 0 – 0     | Miguel Grau             | Hortencia Lorena       | 15 de septiembre | 15:00   |
| Alfonso Ugarte           | 3 – 0     | Deportivo Maldonado     | Enrique Torres Belón   | 15 de septiembre | 15:00   |
| Hospital Santa Rosa      | 0 – 3     | Credicoop San Román     | IPD Puerto Maldonado   | 15 de septiembre | 15:00   |
| Juventud Alba Roja       | 1 – 2     | Credicoop San Cristóbal | Jorge Basadre          | 15 de septiembre | 15:00   |
| Escuela de Fútbol JTR    | 2 – 0     | Municipal de Agomarca   | Monumental de Jauja    | 15 de septiembre | 15:15   |
| Juvenil Quele            | 1 – 0     | Nacional FBC            | 25 de Noviembre        | 15 de septiembre | 15:15   |
| Sporting Victoria        | 0 – 0     | Sport Chorrillos        | San L. de Bagua Grande | 15 de septiembre | 15:30   |
| Univ. Nacional de Tumbes | 1 – 1     | Carlos Stein            | Mariscal Cáceres       | 15 de septiembre | 15:30   |
| AD Tahuisco              | 6 – 0     | Municipal de Jazán      | IPD de Moyobamba       | 15 de septiembre | 15:30   |
| Deportivo Volante        | 0 – 3     | Chavelines Juniors      | El Frutillo            | 15 de septiembre | 15:30   |
| Sport Áncash FC          | 4 – 0     | Racing Club de Ambo     | Rosas Pampa            | 15 de septiembre | 15:30   |
| Deportivo Llacuabamba    | 3 – 2     | José Gálvez             | Comu. de Llacuabamba   | 15 de septiembre | 15:30   |
| Deportivo Atlas          | 0 – 2     | ADT                     | Alberto V. de Lircay   | 15 de septiembre | 15:30   |
| Octavio Espinosa         | 4 – 1     | Sport Huanta            | José Picasso Peratta   | 15 de septiembre | 15:30   |
| Futuro Majes             | 3 – 1     | Coronel Bolognesi       | Almirante Miguel Grau  | 15 de septiembre | 15:30   |
| Sport Estrella           | 4 – 0     | Alianza Zorritos        | Rev. de Nuevo Colán    | 15 de septiembre | 16:00   |

| Fecha 3                 | Fecha 3   | Fecha 3                  | Fecha 3                | Fecha 3         | Fecha 3 |
| Local                   | Resultado | Visitante                | Estadio                | Fecha           | Hora    |
| ----------------------- | --------- | ------------------------ | ---------------------- | --------------- | ------- |
| Deportivo Garcilaso     | 2 – 0     | Deportivo Yawar's        | Inca Garci. de la Vega | 22 de setiembre | 11:00   |
| Carlos Stein            | 2 – 0     | JJ Arquitectura          | César Flores Marigorda | 22 de setiembre | 12:00   |
| Credicoop San Cristóbal | 2 – 0     | Juvenil Quele            | 25 de Noviembre        | 22 de setiembre | 13:00   |
| Sport Chorrillos        | 2 – 1     | Sport Estrella           | 2 de febrero           | 22 de setiembre | 14:00   |
| El Dorado FC            | 3 – 1     | AD Tahuisco              | Mun. de San J. de Sisa | 22 de setiembre | 14:00   |
| Municipal de Jazán      | 3 - 2     | Sporting Victoria        | Kuelap de Chachapoyas  | 22 de setiembre | 15:00   |
| Municipal de Aguaytía   | 2 – 4     | Colegio Comercio         | Municipal de Aguaytía  | 22 de setiembre | 15:00   |
| Racing Club de Ambo     | 3 – 0     | Tambillo Grande          | Municipal de Ambo      | 22 de setiembre | 15:00   |
| Municipal de Agomarca   | 2 – 0     | San Juan de Yanacocha    | Daniel Alcides Carrión | 22 de setiembre | 15:00   |
| Deportivo Maldonado     | 1 – 1     | Hospital Santa Rosa      | IPD Puerto Maldonado   | 22 de setiembre | 15:00   |
| Credicoop San Román     | 3 – 0     | Alfonso Ugarte           | Guillermo Briceño R.   | 22 de setiembre | 15:00   |
| Coronel Bolognesi       | 2 – 0     | Juventud Alba Roja       | Jorge Basadre          | 22 de setiembre | 15:00   |
| Nacional FBC            | 0 – 0     | Futuro Majes             | Municipal de Mollendo  | 22 de setiembre | 15:15   |
| ADT                     | 3 – 0     | Escuela de Fútbol JTR    | Unión Tarma            | 22 de setiembre | 15:15   |
| Alianza Zorritos        | 1 – 1     | Univ. Nacional de Tumbes | IPD de Zorritos        | 22 de setiembre | 15:30   |
| Las Palmas              | 0 – 0     | Deportivo Volante        | Ramón Castilla         | 22 de setiembre | 15:30   |
| Chavelines Juniors      | 2 – 1     | Deportivo Llacuabamba    | Municipal Pacasmayo    | 22 de setiembre | 15:30   |
| José Gálvez             | 0 – 1     | Sport Áncash FC          | Manuel Rivera Sánchez  | 22 de setiembre | 15:30   |
| Maristas Huacho         | 1 – 1     | DIM                      | Segundo Aranda Torres  | 22 de setiembre | 15:30   |
| Estrella Azul           | 0 – 1     | Juventud Palmeiras       | Fancundo Ramírez       | 22 de setiembre | 15:30   |
| Las Américas            | 1 – 1     | Octavio Espinosa         | San Clemente de Pisco  | 22 de setiembre | 15:30   |
| UDA de Huancavelica     | 0 – 0     | Deportivo Atlas          | IPD de Huancavelica    | 22 de setiembre | 15:30   |
| Sport Huanta            | 3 – 1     | Deportivo UNSCH          | Manuel Eloy Molina R.  | 22 de setiembre | 15:30   |
| Miguel Grau             | 2 – 1     | Andahuaylas FC           | Mon. de Condebamba     | 22 de setiembre | 15:30   |
| Comerciantes FC         | 1 – 2     | Deportivo Manaos         | Max Augustín           | 23 de setiembre | 20:00   |

| Fecha 4                  | Fecha 4   | Fecha 4                 | Fecha 4                | Fecha 4          | Fecha 4 |
| Local                    | Resultado | Visitante               | Estadio                | Fecha            | Hora    |
| ------------------------ | --------- | ----------------------- | ---------------------- | ---------------- | ------- |
| Hospital Santa Rosa      | 0 – 3     | Deportivo Maldonado     | IPD Puerto Maldonado   | 24 de setiembre  | 15:00   |
| JJ Arquitectura          | 0 – 4     | Carlos Stein            | Francisco Mendoza P.   | 25 de septiembre | 13:00   |
| Tambillo Grande          | 2 – 2     | Racing Club de Ambo     | Municipal de Aucayacu  | 25 de septiembre | 15:00   |
| San Juan de Yanacocha    | 1 – 1     | Municipal de Agomarca   | Mun. de Yanahuanca     | 25 de septiembre | 15:00   |
| Deportivo Yawar's        | 0 – 2     | Deportivo Garcilaso     | Hortencia Lorena       | 25 de septiembre | 15:00   |
| Deportivo UNSCH          | 0 – 1     | Sport Huanta            | Ciudad de Cumaná       | 25 de septiembre | 15:00   |
| Alfonso Ugarte           | 1 – 1     | Credicoop San Román     | Enrique Torres Belón   | 25 de septiembre | 15:00   |
| Escuela de Fútbol JTR    | 2 – 0     | ADT                     | Monumental de Jauja    | 25 de septiembre | 15:15   |
| Juventud Alba Roja       | 0 – 3     | Coronel Bolognesi       | Jorge Basadre          | 25 de septiembre | 15:20   |
| Sporting Victoria        | 0 – 2     | Municipal de Jazán      | San L. de Bagua Grande | 25 de septiembre | 15:30   |
| Deportivo Volante        | 2 – 1     | Las Palmas              | El Frutillo            | 25 de septiembre | 15:30   |
| Deportivo Llacuabamba    | 3 – 1     | Chavelines Juniors      | Comu. de Llacuabamba   | 25 de septiembre | 15:30   |
| DIM                      | 1 – 2     | Maristas Huacho         | Niño Héroe Manuel B.   | 25 de septiembre | 15:30   |
| Juventud Palmeiras       | 2 – 1     | Estrella Azul           | Municipal de Mi Perú   | 25 de septiembre | 15:30   |
| Deportivo Atlas          | 1 – 0     | UDA de Huancavelica     | Alberto V. de Lircay   | 25 de septiembre | 15:30   |
| Colegio Comercio         | 1 – 1     | Municipal de Aguaytía   | Aliardo Soria Pérez    | 25 de septiembre | 15:30   |
| Andahuaylas FC           | 3 – 0     | Miguel Grau             | Los Chankas            | 25 de septiembre | 15:30   |
| Futuro Majes             | 3 – 1     | Nacional FBC            | Almirante Miguel Grau  | 25 de septiembre | 15:30   |
| Juvenil Quele            | 0 – 4     | Credicoop San Cristóbal | 25 de Noviembre        | 25 de septiembre | 15:30   |
| Octavio Espinosa         | 3 – 1     | Las Américas            | José Picasso Peratta   | 25 de septiembre | 15:45   |
| Univ. Nacional de Tumbes | 0 – 3     | Alianza Zorritos        | Mariscal Cáceres       | 25 de septiembre | 16:00   |
| Sport Estrella           | 1 – 0     | Sport Chorrillos        | Rev. de Nuevo Colán    | 25 de septiembre | 16:00   |
| AD Tahuisco              | 1 – 0     | El Dorado FC            | IPD de Moyobamba       | 25 de septiembre | 16:00   |
| Sport Áncash FC          | 1 – 0     | José Gálvez             | Rosas Pampa            | 25 de septiembre | 20:00   |
| Deportivo Manaos         | 0 – 1     | Comerciantes FC         | Max Augustín           | 25 de septiembre | 20:00   |

| Fecha 5                 | Fecha 5   | Fecha 5                  | Fecha 5                | Fecha 5          | Fecha 5 |
| Local                   | Resultado | Visitante                | Estadio                | Fecha            | Hora    |
| ----------------------- | --------- | ------------------------ | ---------------------- | ---------------- | ------- |
| Nacional FBC            | 0 – 0     | Juvenil Quele            | Municipal de Mollendo  | 28 de septiembre | 18:30   |
| Comerciantes FC         | 0 – 1     | Colegio Comercio         | Max Augustín           | 28 de septiembre | 20:00   |
| Carlos Stein            | 4 – 0     | Univ. Nacional de Tumbes | César Flores Marigorda | 29 de septiembre | 12:00   |
| Credicoop San Cristóbal | 7 – 1     | Juventud Alba Roja       | 25 de Noviembre        | 29 de septiembre | 13:00   |
| José Gálvez             | 1 – 4     | Deportivo Llacuabamba    | Manuel Rivera Sánchez  | 29 de septiembre | 13:30   |
| Sport Chorrillos        | 5 – 1     | Sporting Victoria        | 2 de febrero           | 29 de septiembre | 14:00   |
| El Dorado FC            | 3 – 0     | Deportivo Manaos         | Mun. de San J. de Sisa | 29 de septiembre | 14:00   |
| Estrella Azul           | 1 – 5     | DIM                      | Fancundo Ramírez       | 29 de septiembre | 14:00   |
| Municipal de Jazán      | 1 – 0     | AD Tahuisco              | Kuelap de Chachapoyas  | 29 de septiembre | 15:00   |
| Municipal de Aguaytía   | 2 – 2     | Tambillo Grande          | Aliardo Soria Pérez    | 29 de septiembre | 15:00   |
| Racing Club de Ambo     | 2 – 1     | Sport Áncash FC          | Municipal de Ambo      | 29 de septiembre | 15:00   |
| Municipal de Agomarca   | 1 – 0     | Escuela de Fútbol JTR    | Daniel Alcides Carrión | 29 de septiembre | 15:00   |
| Deportivo Garcilaso     | 3 – 1     | Andahuaylas FC           | Inca Garci. de la Vega | 29 de septiembre | 15:00   |
| Deportivo Maldonado     | 0 – 2     | Alfonso Ugarte           | IPD Puerto Maldonado   | 29 de septiembre | 15:00   |
| Credicoop San Román     | 12 – 0    | Hospital Santa Rosa      | Guillermo Briceño R.   | 29 de septiembre | 15:00   |
| ADT                     | 1 – 0     | Deportivo Atlas          | Unión Tarma            | 29 de septiembre | 15:15   |
| Coronel Bolognesi       | 1 – 1     | Futuro Majes             | Jorge Basadre          | 29 de septiembre | 15:20   |
| Alianza Zorritos        | 3 – 2     | Sport Estrella           | IPD de Zorritos        | 29 de septiembre | 15:30   |
| Las Palmas              | 4 – 2     | JJ Arquitectura          | Ramón Castilla         | 29 de septiembre | 15:30   |
| Chavelines Juniors      | 2 – 0     | Deportivo Volante        | Municipal Pacasmayo    | 29 de septiembre | 15:30   |
| Las Américas            | 3 – 0     | Juventud Palmeiras       | San Clemente de Pisco  | 29 de septiembre | 15:30   |
| UDA de Huancavelica     | 2 – 1     | Deportivo UNSCH          | IPD de Huancavelica    | 29 de septiembre | 15:30   |
| Sport Huanta            | 2 – 1     | Octavio Espinosa         | Manuel Eloy Molina R.  | 29 de septiembre | 15:30   |
| Miguel Grau             | 3 – 0     | Deportivo Yawar's        | Mon. de Condebamba     | 29 de septiembre | 15:30   |
| Maristas Huacho         | 4 – 0     | San Juan de Yanacocha    | Segundo Aranda Torres  | 29 de septiembre | 16:00   |

| Fecha 6                  | Fecha 6   | Fecha 6                 | Fecha 6                | Fecha 6      | Fecha 6 |
| Local                    | Resultado | Visitante               | Estadio                | Fecha        | Hora    |
| ------------------------ | --------- | ----------------------- | ---------------------- | ------------ | ------- |
| AD Tahuisco              | 0 – 3     | Comerciantes FC         | IPD de Moyobamba       | 4 de octubre | 16:00   |
| Juventud Palmeiras       | 1 – 1     | Maristas Huacho         | Municipal de Mi Perú   | 5 de octubre | 15:30   |
| Deportivo Manaos         | 3 – 0     | Municipal de Aguaytía   | Max Augustín           | 5 de octubre | 20:00   |
| Sport Áncash FC          | 0 – 0     | Chavelines Juniors      | Rosas Pampa            | 5 de octubre | 20:00   |
| JJ Arquitectura          | 1 – 3     | Alianza Zorritos        | Arturo Rivadeneyra     | 6 de octubre | 11:00   |
| Deportivo Yawar's        | 1 – 2     | Deportivo Maldonado     | Tomás E. Payme         | 6 de octubre | 15:00   |
| Deportivo UNSCH          | 1 – 2     | Miguel Grau             | Ciudad de Cumaná       | 6 de octubre | 15:00   |
| Colegio Comercio         | 3 – 0     | Racing Club de Ambo     | Aliardo Soria Pérez    | 6 de octubre | 15:00   |
| San Juan de Yanacocha    | 1 – 0     | ADT                     | Daniel Alcides Carrión | 6 de octubre | 15:00   |
| Alfonso Ugarte           | 1 – 0     | Credicoop San Cristóbal | Enrique Torres Belón   | 6 de octubre | 15:00   |
| Tambillo Grande          | 0 – 1     | Municipal de Agomarca   | Municipal de Aucayacu  | 6 de octubre | 15:00   |
| Juvenil Quele            | 4 – 1     | Coronel Bolognesi       | 25 de Noviembre        | 6 de octubre | 15:15   |
| Escuela de Fútbol JTR    | 1 – 0     | UDA de Huancavelica     | Monumental de Jauja    | 6 de octubre | 15:15   |
| Juventud Alba Roja       | 1 – 6     | Nacional FBC            | Jorge Basadre          | 6 de octubre | 15:20   |
| Sport Estrella           | 1 – 0     | Carlos Stein            | Rev. de Nuevo Colán    | 6 de octubre | 15:30   |
| DIM                      | 2 – 2     | José Gálvez             | Marcial Villanueva M.  | 6 de octubre | 15:30   |
| Sporting Victoria        | 0 – 5     | Las Palmas              | San L. de Bagua Grande | 6 de octubre | 15:30   |
| Univ. Nacional de Tumbes | 0 – 1     | Sport Chorrillos        | Mariscal Cáceres       | 6 de octubre | 15:30   |
| Deportivo Llacuabamba    | 2 – 1     | El Dorado FC            | Comu. de Llacuabamba   | 6 de octubre | 15:30   |
| Andahuaylas FC           | 4 – 1     | Sport Huanta            | Los Chankas            | 6 de octubre | 15:30   |
| Hospital Santa Rosa      | 1 – 6     | Deportivo Garcilaso     | IPD Puerto Maldonado   | 6 de octubre | 15:30   |
| Deportivo Volante        | 4 – 3     | Municipal de Jazán      | El Frutillo            | 6 de octubre | 15:30   |
| Futuro Majes             | 1 – 3     | Credicoop San Román     | Almirante Miguel Grau  | 6 de octubre | 15:30   |
| Deportivo Atlas          | 3 – 2     | Las Américas            | Alberto V. de Lircay   | 6 de octubre | 15:30   |
| Octavio Espinosa         | 3 – 1     | Estrella Azul           | José Picasso Peratta   | 6 de octubre | 15:45   |

1. 1 2  Deportivo Manaos ganó por walkover (3-0) debido a que Municipal de Aguaytía no se presentó al partido. Municipal fue sancionado con la perdida de dos puntos, dos UIT (8400 soles) y el descenso administrativo a la segunda división de su liga distrital.[54]

## Rondas eliminatorias

### Dieciseisavos de final
Para un mejor detalle véase: Dieciseisavos de final.

Los partidos de ida de los dieciseisavos de final se jugaron el 12 y 13 de octubre, y los partidos de vuelta el 19 y 20 . Los equipos con una mejor posición en la tabla general jugarán el partido de vuelta en condición de local. 
| Local ida                     | Global     | Local vuelta                | Ida   | Vuelta |
| ----------------------------- | ---------- | --------------------------- | ----- | ------ |
| Nacional F. B. C. (32)        | 3 – 2      | (1) Credicoop San Román     | 3 – 1 | 0 – 1  |
| UDA de Huancavelica (31)      | 1 – 9      | (2) Credicoop San Cristóbal | 1 – 3 | 0 – 6  |
| Racing Club de Ambo (30)      | 1 – 8      | (3) Deportivo Garcilaso     | 1 – 1 | 0 – 7  |
| Futuro Majes (29)             | 3 – 8      | (4) Chavelines Juniors      | 3 – 3 | 0 – 5  |
| Cultural Volante (28)         | 2 – 4      | (5) Municipal de Agomarca   | 2 – 1 | 0 – 3  |
| Independiente Miraflores (27) | 1 – 3      | (6) Deportivo Llacuabamba   | 0 – 3 | 1 – 0  |
| Deportivo Manaos (26)         | 1 – 7      | (7) Carlos Stein            | 1 – 1 | 0 – 6  |
| Escuela de Fútbol JTR (25)    | 6 – 6 (v.) | (8) Alianza Zorritos        | 5 – 0 | 1 – 6  |
| Sport Estrella (24)           | 4 – 3      | (9) Sport Chorrillos        | 3 – 1 | 1 – 2  |
| Andahuaylas F. C. (23)        | 1 – 2      | (10) Miguel Grau            | 0 – 0 | 1 – 2  |
| Las Palmas (22)               | 6 – 3      | (11) Colegio Comercio N° 64 | 4 – 0 | 2 – 3  |
| Coronel Bolognesi (21)        | 1 – 4      | (12) ADT de Tarma           | 1 – 0 | 0 – 4  |
| Dep. Municipal de Jazán (20)  | 2 – 8      | (13) Sport Huanta           | 2 – 2 | 0 – 6  |
| Sport Áncash (19)             | 5 - 3      | (14) Maristas Huacho        | 4 – 1 | 1 – 2  |
| Deportivo Las Américas (18)   | 0 – 1      | (15) Octavio Espinosa       | 0 – 1 | 0 – 0  |
| A. D. Comerciantes (17)       | 2 – 3      | (16) Alfonso Ugarte         | 2 – 0 | 0 – 3  |

1. ↑  A Alfonso Ugarte se le restó un punto en la serie frente a A. D. Comerciantes por lo que perdió la serie (3 pts. vs. 2 pts.). Dicha deducción fue debido a una deuda pendiente con la SAFAP del año 2014.[55] Sin embargo, la deuda fue pagada días después de conocerse el anuncio y la decisión de la FPF fue apelada por Alfonso Ugarte.[56] No obstante, dicha apelación fue declarada improcedente, por tanto se ratificó la deducción de 1 punto y el club clasificado es el Comerciantes FC.[57]

### Octavos de final
Para un mejor detalle véase: Octavos de final.
En esta instancia los equipos mejor ubicados en la tabla general jugarán el partido de vuelta en condición de local. Los perdedores de esta ronda arrancarán la Copa Perú 2020 directamente en sus respectivas ligas provinciales.
| Local ida                  | Global | Local vuelta                | Ida   | Vuelta |
| -------------------------- | ------ | --------------------------- | ----- | ------ |
| Nacional F. B. C. (32)     | 3 – 5  | (17) A. D. Comerciantes     | 2 – 4 | 1 – 1  |
| Octavio Espinosa (15)      | 1 – 5  | (2) Credicoop San Cristóbal | 1 – 1 | 0 – 4  |
| Sport Áncash (19)          | 2 – 4  | (3) Deportivo Garcilaso     | 2 – 1 | 0 – 3  |
| Sport Huanta (13)          | 3 – 7  | (4) Chavelines Juniors      | 3 – 2 | 0 – 5  |
| ADT de Tarma (12)          | 2 – 1  | (5) Municipal de Agomarca   | 2 – 0 | 0 – 1  |
| Las Palmas (22)            | 2 – 3  | (6) Deportivo Llacuabamba   | 0 – 1 | 2 – 2  |
| Miguel Grau (10)           | 3 – 3  | (7) Carlos Stein            | 3 – 0 | 0 – 3  |
| Escuela de Fútbol JTR (25) | 1 – 4  | (24) Sport Estrella         | 1 – 0 | 0 – 4  |

1. ↑  El partido de vuelta entre Comerciantes y Nacional se suspendió a los 55 minutos con el marcador igualado 1-1, luego de una agresión al árbitro. Finalmente el partido no se reanudó y Comerciantes clasificó.[58]
2. ↑  Miguel Grau perdió el partido de vuelta por 2 - 0; sin embargo Carlos Stein presentó un reclamo por la participación de un jugador suspendido y el resultado fue modificado y Miguel Grau suspendido de la competición.[59]

### Cuartos de final
Para un mejor detalle véase: Cuartos de final.

Al igual que en las rondas anteriores, serán locales en la vuelta los equipos con una mejor posición en la tabla general. Los perdedores de esta ronda arrancarán la Copa Perú 2020 directamente en sus respectivas ligas departamentales.
| Local ida                 | Global     | Local vuelta                | Ida   | Vuelta |
| ------------------------- | ---------- | --------------------------- | ----- | ------ |
| Sport Estrella (24)       | 5 – 4      | (17) A. D. Comerciantes     | 4 – 1 | 1 – 3  |
| Carlos Stein (7)          | 4 – 4 (v.) | (2) Credicoop San Cristóbal | 2 – 1 | 2 – 3  |
| Deportivo Llacuabamba (6) | 3 – 1      | (3) Deportivo Garcilaso     | 2 – 0 | 1 – 1  |
| ADT de Tarma (12)         | 2 – 4      | (4) Chavelines Juniors      | 2 – 1 | 0 – 3  |

## Cuadrangular final
Para un mejor detalle véase: Cuadrangular final.
El cuadrangular final del campeonato (conocido popularmente como La Finalísima) representa la última etapa del torneo. En esta etapa los cuatro equipos previamente clasificados se enfrentarán entre sí bajo el sistema de todos contra todos una vez. Al final de las tres fechas el primer clasificado se proclamará campeón y ascenderá a la Liga 1 2020. El segundo y tercero, por otra parte, se clasificarán al Cuadrangular de ascenso 2019 donde enfrentarán a dos equipos de la Liga 2 2019.
| Pos. | Equipo                 | PJ | PG | PE | PP | GF | GC | DG | Pts. | Clasificado a           |
| ---- | ---------------------- | -- | -- | -- | -- | -- | -- | -- | ---- | ----------------------- |
| 1    | Carlos Stein (7)       | 3  | 2  | 1  | 0  | 7  | 2  | 5  | 7    | Liga 1 2020             |
| 2    | Dep. Llacuabamba (6)   | 3  | 1  | 1  | 1  | 6  | 5  | 1  | 4    | Cuadrangular de ascenso |
| 3    | Chavelines Juniors (4) | 3  | 0  | 2  | 1  | 3  | 4  | –1 | 2    | Cuadrangular de ascenso |
| 4    | Sport Estrella (24)    | 3  | 0  | 2  | 1  | 2  | 7  | –5 | 2    |                         |

### Resultados y evolución
|                       | CAR | LLA | CHA | EST |
| --------------------- | --- | --- | --- | --- |
| Carlos Stein          |     |     | 2–1 | 1–1 |
| Deportivo Llacuabamba | 0–3 |     |     | 5–0 |
| Chavelines Juniors    |     | 1–1 |     |     |
| Sport Estrella        |     |     | 1–1 |     |

|                       | CAR | LLA | CHA | EST |
| --------------------- | --- | --- | --- | --- |
| Carlos Stein          |     |     | 2–1 | 1–1 |
| Deportivo Llacuabamba | 0–3 |     |     | 5–0 |
| Chavelines Juniors    |     | 1–1 |     |     |
| Sport Estrella        |     |     | 1–1 |     |

| Equipo / Fecha        | 1 | 2 | 3 |
| --------------------- | - | - | - |
| Chavelines Juniors    | 1 | 3 | 3 |
| Deportivo Llacuabamba | 2 | 1 | 2 |
| Carlos Stein          | 3 | 2 | 1 |
| Sport Estrella        | 4 | 4 | 4 |

### Partidos
| Fecha 1            | Fecha 1   | Fecha 1               | Fecha 1     | Fecha 1         | Fecha 1 |
| Equipo 1           | Resultado | Equipo 2              | Estadio     | Fecha           | Hora    |
| ------------------ | --------- | --------------------- | ----------- | --------------- | ------- |
| Chavelines Juniors | 1 – 1     | Deportivo Llacuabamba | Miguel Grau | 24 de noviembre | 13:30   |
| Carlos Stein       | 1 – 1     | Sport Estrella        | Miguel Grau | 24 de noviembre | 15:30   |

| Fecha 2               | Fecha 2   | Fecha 2            | Fecha 2     | Fecha 2         | Fecha 2 |
| Equipo 1              | Resultado | Equipo 2           | Estadio     | Fecha           | Hora    |
| --------------------- | --------- | ------------------ | ----------- | --------------- | ------- |
| Carlos Stein          | 2 – 1     | Chavelines Juniors | Miguel Grau | 27 de noviembre | 13:30   |
| Deportivo Llacuabamba | 5 – 0     | Sport Estrella     | Miguel Grau | 27 de noviembre | 15:30   |

| Fecha 3               | Fecha 3   | Fecha 3            | Fecha 3     | Fecha 3        | Fecha 3 |
| Equipo 1              | Resultado | Equipo 2           | Estadio     | Fecha          | Hora    |
| --------------------- | --------- | ------------------ | ----------- | -------------- | ------- |
| Sport Estrella        | 1 – 1     | Chavelines Juniors | Miguel Grau | 1 de diciembre | 13:00   |
| Deportivo Llacuabamba | 0 – 3     | Carlos Stein       | Miguel Grau | 1 de diciembre | 15:00   |

1. 1 2  El resultado original de este partido fue un empate 2 - 2, que le dio el título a Deportivo Llacuabamba. Sin embargo, Carlos Stein presentó un reclamo por la participación de un jugador suspendido, el resultado se modificó y el equipo de Lambayeque fue el nuevo campeón.[62][63][64]

|                                 |
| Campeón (de facto) Carlos Stein |
| 1.º título                      |

## Clasificados al Cuadrangular de ascenso 2019
| Bandera del departamento de La Libertad (Perú) | Bandera del departamento de La Libertad (Perú) |
| Deportivo Llacuabamba                          | Chavelines Juniors                             |
| Segundo lugar del cuadrangular final           | Tercer lugar del cuadrangular final            |
| ---------------------------------------------- | ---------------------------------------------- |